# Thalassarachna bergensis
Thalassarachna bergensis är en spindeldjursart som först beskrevs av Viets 1927.  Thalassarachna bergensis ingår i släktet Thalassarachna, och familjen Halacaridae. Arten är reproducerande i Sverige.